# Czarna (dopływ Jeziorki)
Czarna – rzeka w Polsce, do 1973 dopływ Wisły, następnie dopływ Jeziorki, w dolnym biegu pod nazwą Kanał Czarna. Płynie przez Równinę Warszawską w obrębie powiatów grójeckiego i piaseczyńskiego.
Początkowo Czarna była dopływem Wisły. Do 1973 miała 46,3 km długości i zlewnię o powierzchni 230 km². Następnie część jej wód poprowadzono kanałem do Jeziorki i to ramię (lewe) stało się według urzędowych wykazów głównym korytem rzeki, ale ramię płynące starym korytem (prawe) również zachowało nazwę Czarna. Bifurkacja znajduje się na 31,8 km biegu rzeki, w Budach Sułkowskich. Nowy dolny, skanalizowany w 1973 odcinek Czarnej częściowo pokrywa się z dawnym biegiem rzeki Zielonej, która po tej regulacji stała się dopływem Czarnej, stąd w niektórych źródłach nadal jest opisywany jako odcinek Zielonej. Na Mapie Podziału Hydrograficznego Polski (MPHP) ciek o nazwie Czarna i identyfikatorze 2586 płynie od źródeł do Jeziorki. Odcinki powyżej bifurkacji są nazywane odcinkami Czarnej, a poniżej – Kanału Czarna. W wykazie hydronimów przygotowanym dla administracji rządowej Czarna od źródeł do bifurkacji i Kanał Czarna wpadający do Jeziorki są odcinkami jednego cieku, mającymi odrębne nazwy. Z kolei według Państwowego Rejestru Nazw Geograficznych (PRNG) nazwę „Czarna” nosi rzeka płynąca na odcinku od źródeł do rozwidlenia, przechodząc w inną rzekę, również o nazwie „Czarna”, płynącą do Wisły, oraz w kanał o nazwie „Kanał Czarna” płynący do Jeziorki. Ciek łączy się z Jeziorką na 15,280 km jej biegu.
Odcinek płynący starym korytem Czarnej poniżej bifurkacji zachował nazwę Czarna, przy czym na MPHP ma nazwę Czarna-Cedron (identyfikator 2554) i wpada do Wisły na obszarze Góry Kalwarii, natomiast w Czersku znajduje się kolejna bifurkacja i ciek płynący prawym ramieniem ma nazwę Czarna i identyfikator 25536. Wpada on do Wisły w Górze Kalwarii nieco na południe od Czarnej-Cedronu. Z kolei według PRNG Kanał Czarna-Cedron to lewe ramię poniżej bifurkacji w Czersku, a Czarna to ciek od bifurkacji w Budach Sułkowskich do ujścia prawego ramienia w Górze Kalwarii.
W planie gospodarowania wodami na obszarze dorzecza Wisły z 2011 Czarna wraz z dopływami stanowi do naturalną jednolitą część wód powierzchniowych PLRW20001725869 (Czarna) o typie 17 (potok piaszczysty). Na potrzeby monitoringu jakości jej wód wyznaczono punkt pomiarowo-kontrolny Czarna (Zielona) – Żabieniec. W 2010 stwierdzono w nim trzecią klasę makrofitowego indeksu rzecznego i przekroczenie norm dobrego stanu ogólnego węgla organicznego i azotu Kjeldahla, przy pozostałych wartościach elementów fizykochemicznych w klasie pierwszej lub drugiej. Skutkiem tego stan ekologiczny wód sklasyfikowano jako umiarkowany. W 2016 i 2019 przekroczenie norm drugiej klasy elementów fizykochemicznych stwierdzono jedynie dla fosforu. Wtedy także trzecią klasę wykazał wskaźnik zoobentosu. W 2019 makrofity ponownie uzyskały klasę trzecią, natomiast fitobentos pierwszą. W tym roku stan ichtiofauny sklasyfikowano w piątej klasie, przez co stan ekologiczny sklasyfikowano jako zły. W 2016 zbadano również niektóre substancje priorytetowe i spośród nich żadna nie przekroczyła norm dobrego stanu chemicznego. Główne źródła zrzutu ścieków to odprowadzanie wody ze stawów w Żabieńcu, a także ścieki komunalne z Sułkowic.
Zgodnie z typologią abiotyczną ciek został sklasyfikowany jako potok nizinny piaszczysty (17). Jego pochodzenie jest naturalne. Na jego przebiegu znajdują się 24 urządzenia piętrzące. Główne gatunki ryb to płoć, okoń i szczupak.
Wody Kanału Czarna zasilają stawy rybne Instytutu Rybactwa Śródlądowego im. Stanisława Sakowicza, których część tworzy specjalny obszar ochrony siedlisk Stawy w Żabieńcu PLH140039.